# Океан Бурь
Океа́н Бурь (лат. Oceanus Procellarum) — крупнейшее лунное море, расположенное в западной части видимой стороны Луны. Название дано итальянским астрономом Джованни Баттиста Риччиоли из предположения, что погода на Земле меняется в зависимости от фаз Луны. Длина Океана Бурь с севера на юг составляет 2500 км, а занимаемая площадь — 4 млн км². Имеет неправильную форму и не имеет маскона.
Как и другие лунные моря, Океан Бурь представляет собой равнину, заполненную застывшей базальтовой лавой.
На северо-востоке лунные горы Карпаты отделяют Океан Бурь от Моря Дождей.

## Исследования
19 ноября 1969 года на Луну опустился лунный модуль «Интрепид» — посадочный отсек американского космического корабля «Аполлон-12». Посадка произошла на территории Океана Бурь, в 370 км к югу от кратера Коперник. На поверхность высадились Чарльз Конрад и Алан Бин.
Конрад и Бин доставили с Луны около 34 кг образцов грунта и горных пород, в том числе 45 камней. Образцы из Океана Бурь оказались более светлыми, чем собранные в Море Спокойствия.
| Номер | Название   | Дата посадки | Место Посадки      |
| ----- | ---------- | ------------ | ------------------ |
| 1     | Луна-7     | 07.10.1965   | 9,8° N, 47,8° W    |
| 2     | Луна-8     | 06.12.1965   | 9,6° N, 62° W      |
| 3     | Луна-9     | 03.02.1966   | 7,13° N, 64,37° W  |
| 4     | Сервейер-1 | 02.06.1966   | 2,45° S, 43,22° W  |
| 5     | Луна-13    | 24.12.1966   | 18,87° N, 63,05° W |
| 6     | Сервейер-3 | 20.04.1967   | 2,99° S, 23,34° W  |
| 7     | Аполлон-12 | 19.11.1969   | 2,99° S, 23,34° W  |
| 8     | Чанъэ-5    | 01.12.2020   | 43,03° S, 51,55° W |